# آكرشوس
آكرشوس أو آكشهوس (بالنرويجية: Akershus)، هي مقاطعة في النرويج، يحدها كل من مقاطعة هدمارك وأوبلان وبوسكرود وأوسلو وأوستفولد؛ ولديها أيضاً حدود مع السويد (فارملاند). تعتبر مقاطعة آكشهوس ثاني أكبر مقاطعة نرويجية من حيث عدد السكان بعد أوسلو، حيث يُقدّر عدد سكانها بأكثر من نصف مليون شخص - تحديدا 594,533 في عام 2016. تم تسميتها بهذا الاسم نسبة إلى قلعة آكرشوس. المركز الإداري للمقاطعة هو مدينة أوسلو، لكن مدينة أوسلو ليست جزء من المقاطعة بحد ذاتها، حيث تتبع مدينة أوسلو لمقاطعة أوسلو.

## البلديات
يوجد في مقاطعة آكرشوس 22 بلدية وهي:
| 1. أسكر 2. أورشكوغ-هولاند 3. باروم 4. أيدسفول 5. أينيباك 6. فيت 7. فروغن 8. ياردروم 9. هوردال 10. لورينسكوغ 11. نانستاد | 1. نيس 2. نيسودن 3. نيتيدال 4. أوباغور 5. رالينغن 6. سكيدسمو 7. شي 8. سوروم 9. أولينساكر 10. فيستبي 11. آوس |

## أعلام
- إرلينغ كريستيانسن
- سيراس